# 张西帆
张西帆（1910年2月—2012年1月13日），男，直隶（今河北）肃宁人，中华人民共和国军事人物、书法家，曾任北京卫戍区副司令员，中国书法家协会常务理事。